# Cordae
Cordae (precedentemente YBN Cordae), pseudonimo di Cordae Amari Brooks (nato Cordae Amari Dunston; Raleigh, 26 agosto 1997), è un rapper e cantautore statunitense.

## Biografia
Dunston è nato in Raleigh, ma la sua famiglia si è subito trasferita a Suitland. La passione per la musica hip hop è stata trasmessa da suo padre. Cordae inizialmente ha cominciato a scriver testi rap a 15 anni ma solamente per hobby.

### Carriera
Ha iniziato ad esibirsi sin da giovane, con il nome d'arte Entendre, ed ha realizzato tre mixtape con questo pseudonimo: Anxiety (2014), I'm So Anxious (2016) e I'm So Anonymous (2017) prima di diventare un membro del collettivo hip hop YBN nel 2018. Dunston ha realizzato remix di canzoni famose grazie ai quali la sua fama è cresciuta notevolmente, come My Name Is di Eminem e Old Niggas basata sulla canzone 1985 di J. Cole. I video musicali di entrambi i remix sono stati caricati dal canale di WorldStarHipHop su YouTube ed hanno avuto entrambi un riscontro positivo nella comunità del rap. La sua prima performance dal vivo è stata al Rolling Loud Music Festival nel maggio 2018 assieme a YBN Nahmir e YBN Almighty Jay.
Il 20 giugno 2019 è stato inserito nella lista di XXL, 2019 Freshman Class. Il 28 ottobre ha pubblicato il singolo Locationships, in concomitanza con il video musicale.
A marzo 2019 ha pubblicato il primo singolo, Have Mercy, estratto dall'album in studio di debutto in arrivo, intitolato The Lost Boy. Cordae ha poi pubblicato Bad Idea con Chance The Rapper e RNP con Anderson. Paak come secondo e terzo singolo rispettivamente, estratti dall'album. The Lost Boy è stato pubblicato il 26 luglio 2019 ed ha procurato al rapper una nomination per il miglior album rap e una nomination alla miglior canzone rap per il singolo Bad Idea ai Grammy Awards 2020. Nel novembre 2019 Cordae ha annunciato l'inizio della prima tournée, The Lost Boy in America Tour, che sarebbe iniziata a gennaio 2020.
Nel 2020 il collettivo YBN si è sciolto definitivamente. Dopo l'avvenimento il rapper ha deciso cambiare il nome d'arte in Cordae. Il 27 agosto dello stesso anno pubblica Gifted, un singolo in collaborazione con Roddy Ricch.
Il 22 aprile 2021 il rapper pubblica l'EP Just Until... in collaborazione con Q-Tip e Young Thug. Il 14 gennaio 2022 pubblica il suo secondo album in studio, From a Birds Eye View, che comprende 14 tracce e le collaborazioni di Eminem, Stevie Wonder, Gunna e altri.
Il 7 aprile 2023 è ospite nel brano Careful di NF, facente parte del nuovo album di quest'ultimo, intitolato Hope. Nel luglio dello stesso anno esce il singolo Doomsday in collaborazione con Juice Wrld; il brano è il primo estratto dell'EP All Is Yellow della Lyrical Lemonade.
Il 15 novembre 2024 esce il suo terzo album in studio, intitolato The Crossroads.

## Vita privata
Prima di lasciare il college, ha lavorato in un locale della catena americana TGI Friday's nel Maryland, ha raccontato che "odiava" lavorare lì e che quello non era il posto adatto a lui perché sapeva che il suo destino era un altro.
Dal 2019 ha cominciato a frequentare la famosa tennista Naomi Ōsaka, conosciuta ad una partita dei Los Angeles Clippers . A gennaio del 2023 hanno annunciato di aspettare il loro primo figlio. Il 7 luglio nasce la loro prima bambina. Durante un concerto dell’11 luglio 2023, Cordae rivela al pubblico il nome della primogenita: Shai.
Nel settembre del 2024, Cordae ha rivelato di aver legalmente cambiato il suo cognome da Dunston a Brooks.
Il 6 gennaio 2025, Naomi Osaka ha annunciato che lei e Cordae si erano lasciati, affermando che tra di loro non ci fosse alcun astio e che lui fosse un padre fantastico.

## Immagine pubblica
Cordae ha preso parte a una protesta del movimento Black Lives Matter nel 2016, raccontando attraverso la musica rap alla folla presente delle lotte che ha dovuto affrontare e parlando dei problemi che ha riscontrato nella sua comunità. Nel luglio 2020, Dunston è stato arrestato durante una protesta a nome di Breonna Taylor a Louisville assieme al giocatore di football professionista statunitense Kenny Stills.

## Influenze musicali
Egli ha elencato Nas, Jay-Z, Kid Cudi, Kanye West, Eminem, Capital Steez, J. Cole, Big L, Travis Scott e Kendrick Lamar tra le sue maggiori influenze Poco dopo l'uscita di The Lost Boy, ha anche rivelato i suoi primi cinque rapper preferiti (in nessun ordine particolare) tra cui Jay-Z, Nas, 2Pac, The Notorious B.I.G. e Big L.

## Discografia

### Album in studio
- 2019 – The Lost Boy
- 2022 – From a Birds Eye View
- 2024 – The Crossroads

### Mixtape
- 2014 – Anxiety
- 2016 – I'm So Anxious
- 2017 – I'm So Anonymous
- 2018 – YBN: The Mixtape (con YBN Almighty Jay e YBN Nahmir)

### EP
- 2021 – Just Until...

### Singoli

#### Come artista principale
- 2018 – My Name Is
- 2018 – Old Niggas
- 2018 – Fighting Temptations
- 2018 – Kung Fu
- 2018 – Alaska (Scotty Pippen)
- 2018 – What's Life
- 2019 – Locationships
- 2019 – Have Mercy
- 2019 – Bad Idea (feat. Chance the Rapper)
- 2019 – RNP (feat. Anderson Paak)
- 2020 – Gifted (feat. Roddy Ricch)
- 2020 – The Parables
- 2021 – Super
- 2021 – Sinister (feat. Lil Wayne)

#### Come artista ospite
- 2019 – Blackjack (Remix) (Aminé feat.YBN Cordae)
- 2019 – Racks (H.E.R. feat. YBN Cordae)
- 2019 – In These Streets (Godfather of Harlem featu. John Legend, YBN Cordae e Nick Grant)
- 2021 – Killer (Remix) (Eminem feat. Jack Harlow e Cordae)
- 2023 — Careful (NF feat. Cordae)

## Riconoscimenti
- BET Awards
  - 2020 – Candidatura al Miglior artista esordiente[37]
- Grammy Awards
- 2020 – Candidatura alla Miglior canzone rap per Bad Idea[15]
- 2020 – Candidatura al Miglior album rap per The Lost Boy[15]